# Maillot (Yonne)
Maillot és un municipi francès, situat al departament del Yonne i a la regió de Borgonya - Franc Comtat. L'any 2007 tenia 1.090 habitants.

## Demografia

### Població
El 2007 la població de fet de Maillot era de 1.090 persones. Hi havia 413 famílies, de les quals 77 eren unipersonals (28 homes vivint sols i 49 dones vivint soles), 158 parelles sense fills, 146 parelles amb fills i 32 famílies monoparentals amb fills.
La població ha evolucionat segons el següent gràfic:
Habitants censats

### Habitatges
El 2007 hi havia 457 habitatges, 426 eren l'habitatge principal de la família, 15 eren segones residències i 16 estaven desocupats. 434 eren cases i 22 eren apartaments. Dels 426 habitatges principals, 370 estaven ocupats pels seus propietaris, 46 estaven llogats i ocupats pels llogaters i 10 estaven cedits a títol gratuït; 1 tenia una cambra, 19 en tenien dues, 40 en tenien tres, 113 en tenien quatre i 253 en tenien cinc o més. 339 habitatges disposaven pel capbaix d'una plaça de pàrquing. A 170 habitatges hi havia un automòbil i a 228 n'hi havia dos o més.

### Piràmide de població
La piràmide de població per edats i sexe el 2009 era:
| Homes | Edats   | Dones |
| ----- | ------- | ----- |
| 0     | 95 o +  | 0     |
| 4     | 90 a 94 | 4     |
| 2     | 85 a 89 | 7     |
| 9     | 80 a 84 | 10    |
| 14    | 75 a 79 | 15    |
| 12    | 70 a 74 | 27    |
| 18    | 65 a 69 | 16    |
| 32    | 60 a 64 | 30    |
| 31    | 55 a 59 | 25    |
| 44    | 50 a 54 | 44    |
| 32    | 45 a 49 | 44    |
| 64    | 40 a 44 | 57    |
| 49    | 35 a 39 | 49    |
| 31    | 30 a 34 | 41    |
| 14    | 25 a 29 | 22    |
| 32    | 20 a 24 | 25    |
| 51    | 15 a 19 | 27    |
| 44    | 10 a 14 | 47    |
| 82    | 5 a 9   | 29    |
| 11    | 0 a 4   | 32    |

## Economia
El 2007 la població en edat de treballar era de 727 persones, 522 eren actives i 205 eren inactives. De les 522 persones actives 471 estaven ocupades (249 homes i 222 dones) i 50 estaven aturades (23 homes i 27 dones). De les 205 persones inactives 75 estaven jubilades, 74 estaven estudiant i 56 estaven classificades com a «altres inactius».

### Ingressos
El 2009 a Maillot hi havia 429 unitats fiscals que integraven 1.116 persones, la mediana anual d'ingressos fiscals per persona era de 21.206 €.

### Activitats econòmiques
Dels 86 establiments que hi havia el 2007, 2 eren d'empreses extractives, 1 d'una empresa alimentària, 1 d'una empresa de fabricació de material elèctric, 1 d'una empresa de fabricació d'elements pel transport, 11 d'empreses de fabricació d'altres productes industrials, 20 d'empreses de construcció, 17 d'empreses de comerç i reparació d'automòbils, 3 d'empreses de transport, 4 d'empreses d'hostatgeria i restauració, 6 d'empreses financeres, 4 d'empreses immobiliàries, 7 d'empreses de serveis, 6 d'entitats de l'administració pública i 3 d'empreses classificades com a «altres activitats de serveis».
Dels 24 establiments de servei als particulars que hi havia el 2009, 3 eren tallers de reparació d'automòbils i de material agrícola, 1 taller d'inspecció tècnica de vehicles, 2 paletes, 1 guixaire pintor, 5 fusteries, 5 lampisteries, 2 electricistes, 1 perruqueria, 2 restaurants i 2 agències immobiliàries.
Dels 9 establiments comercials que hi havia el 2009, 3 eren grans superfícies de material de bricolatge, 1 una botiga de més de 120 m², 1 una fleca, 1 una peixateria, 1 una sabateria, 1 una botiga de material de revestiment de parets i terra i 1 una joieria.
L'any 2000 a Maillot hi havia 3 explotacions agrícoles que ocupaven un total de 594 hectàrees.

## Equipaments sanitaris i escolars
El 2009 hi havia 1 escola maternal i 1 escola elemental.

## Poblacions més properes
El següent diagrama mostra les poblacions més properes.